# Fort Defiance (Arizona)
Pour les articles homonymes, voir Fort Defiance.
Fort Defiance (en navajo Tséhootsooí) est une census-designated place du comté d'Apache en Arizona aux États-Unis dont la population était de 3 624 habitants lors du recensement de 2010.

## Histoire
Fort Defiance fut construit en 1851 pour instaurer une présence militaire sur le Diné bikéyah (territoire Navajo), un secteur non constitué en municipalité de Navajo Springs, qui forme la plus grande réserve amérindienne aux États-Unis par superficie.
Il fut bâti sur un riche pâturage que le gouvernement fédéral interdit alors aux Navajos et à leur bétail. Le fort, particulièrement bien nommé, fut dès lors en proie à d'incessants harcèlements, qui culminèrent par une attaque infructueuse des Navajos en 1860. L'année suivante, au début de la guerre de Sécession, l'armée abandonna Fort Defiance. Les raids sans fin des Navajo sur les colons américains amenèrent le général de brigade James Henry Carleton à envoyer Kit Carson y ramener l'ordre. La solution de Carleton fut brutale : des milliers de Navajos affamés furent contraints à la « Longue marche » qui les conduisit à Fort Sumner au Nouveau-Mexique, où ils furent internés. Le traité de Bosque Redondo de 1868 permit aux internés de retourner sur une portion de leurs terres ancestrales et Fort Defiance reprit du service en tant qu'agence indienne, cette même année.

## Démographie
| Groupe                           | Fort Defiance | Arizona | États-Unis |
| -------------------------------- | ------------- | ------- | ---------- |
| Amérindiens                      | 93,5          | 4,6     | 0,9        |
| Métis                            | 2,7           | 3,4     | 2,9        |
| Blancs                           | 2,2           | 73,0    | 72,4       |
| Autres                           | 0,4           | 16,2    | 19,0       |
| Asiatiques                       | 1,2           | 2,8     | 4,8        |
| Total                            | 100           | 100     | 100        |
|                                  |               |         |            |
| Hispaniques et Latino-Américains | 2,2           | 29,7    | 16,7       |

Selon l'American Community Survey, pour la période 2011-2015, 51,61 % de la population âgée de plus de 5 ans déclare parler le navajo à la maison, 48,34 % l'anglais, 0,05 % le tagalog.